# دهستان زوبل
دهستان زوبل (به لاتین: Zobel Gewog) یک دهستان در کشور بوتان است که در ناحیهٔ پماگاتشل واقع شده‌است.